# Майер, Дженни
Дженни Майер (нем. Jenny Meyer; 26 марта 1834, Берлин — 17 июля 1894, там же) — немецкая певица (меццо-сопрано и контральто) и музыкальный педагог.
Племянница и ученица Юлиуса Штерна. Дебютировала в 1856 г. в лейпцигском Гевандхаузе, выступала преимущественно как концертная певица, с успехом гастролируя в разных странах: в 1859 г. лондонский критик отмечал, в частности, что манера пения Мейер, исполнявшей немецкие песни, вызвала единодушное одобрение, Франц Лист сообщает в письме 1860 года, что Мейер недавно исполнила в Берлине его песню «Миньона» с таким успехом, что была вынуждена снова петь её на бис.
С 1865 г. вела класс вокала в Консерватории Штерна, среди её учеников была, в частности, Мария Гётце. В 1888–1894 гг. возглавляла консерваторию. О её величественной внешности и моральном авторитете вспоминает в автобиографии Бруно Вальтер.
Майер посвящено произведение Фердинанда Хиллера «Песнь Элоизы и монахинь на могиле Абеляра» Op. 62 для сопрано, женского хора и оркестра (1852).